# Język prasłowiański
Język prasłowiański – hipotetyczny, rekonstruowany wspólny prajęzyk dawnych Słowian, z którego później wykształciły się wszystkie języki słowiańskie. Jest on zaliczany do grupy języków satemowych w ramach rodziny języków indoeuropejskich. 
Podobnie jak w przypadku języka praindoeuropejskiego, nie istnieją żadne zabytki pisane sporządzone w języku prasłowiańskim. Historycy języka odtwarzają jego formy metodami lingwistyki historycznej, na przykład metodą porównawczą, tj. zestawiając słowa z różnych współczesnych i wymarłych języków słowiańskich.

## Fonologia

### Samogłoski
samogłoski i, ь, e, ę, ě, a, o, ǫ (ą), ъ, y, u
ь, ъ – jery, czyli bardzo krótkie samogłoski o niewyraźnej wymowie (wywodzące się z dawniejszych krótkich *i i *u), odpowiednio miękki (przedni) i twardy (tylny);
ę, ǫ (ą) – e i o nosowe, podobne do polskich ę, ą, wymawianych przed szczelinowymi (np. w kęs, wąs);
ě – tzw. jać, samogłoska długa o wymowie [ä] (IPA æ:), lub pośrednia między [e] a [a], jak w angielskim słowie cat, lub dyftong [ie] w innych dialektach języka prasłowiańskiego;
sonanty (spółgłoski tworzące sylaby) l, l´, r, r´; wielu badaczy uważa, że w epoce prasłowiańskiej sonantów nie było, i zamiast nich rekonstruuje grupy ъl, ьl, ъr, ьr.
Wielu lingwistów uważa, że ps. *o było wymawiane jako /a/, natomiast *a było samogłoską długą /a:/. Dowodem na to są zapożyczenia słowiańskie w innych językach, np. nowogreckie καρουτα 'koryto', gdzie prasłowiańskiemu *o odpowiada greckie /a/.
prasłowiańskie wyrazy zaczynające się na samogłoskę nosową zostały poprzedzone w języku polskim (i innych Językach lechickich) protetycznym "w", np. *ǫžь → wąż, *ǫgorjь → węgorz (bo utożsamiany z wężem), *ǫglь → węgiel, *ǫgrija, scs. Ǫgri (Ѫгри) → Węgrzy (Onogurowie), *ǫtroba → wątroba, ǫpyrь (ѫпырь) lub *ǫpirь → wampir (staropolskie wąpierz, porównaj rutenizm upiór), *ǫzъkъ → wąski, *ǫtorъ → wątor, scs. ǫsъ (ѫсъ) → wąsy, psł. ǫda, ǫdъka, scs. ǫda (ѫда), ǫdica (ѫдица) → wądka, wędka, węda, psł. dial. *ǫdidlo → wędzidło, *ǫxati → wąchać, *ǫgъlъ → węgieł, psł. *ǫzlъ, scs. ǫzlъ (ѫзлъ) → węzeł, ps. *ǫdolъ → wądół, *ǫvozъ → wąwóz, *ǫgrъ → wągier.

### Spółgłoski
| System głosek prasłowiańskich okresu późnego | System głosek prasłowiańskich okresu późnego | System głosek prasłowiańskich okresu późnego | System głosek prasłowiańskich okresu późnego | System głosek prasłowiańskich okresu późnego | System głosek prasłowiańskich okresu późnego | System głosek prasłowiańskich okresu późnego | System głosek prasłowiańskich okresu późnego |
| spółgłoski                                   | wargowe                                      | zębowe                                       | zębowe miękkie                               | dziąsłowe                                    | dziąsłowe miękkie                            | środkowojęzykowe                             | tylnojęzykowe                                |
| -------------------------------------------- | -------------------------------------------- | -------------------------------------------- | -------------------------------------------- | -------------------------------------------- | -------------------------------------------- | -------------------------------------------- | -------------------------------------------- |
| zwarte                                       | p, b                                         | t, d                                         |                                              |                                              |                                              |                                              | k, g                                         |
| zwarto-szczelinowe                           |                                              |                                              | c´, ʒ´ (dz´)                                 |                                              | č, ǯ (dž)                                    |                                              |                                              |
| szczelinowe                                  | v                                            | s, z                                         | s´                                           |                                              | š, ž                                         |                                              | x                                            |
| nosowe                                       | m                                            | n                                            |                                              |                                              |                                              |                                              |                                              |
| spółgłoski płynne                            |                                              | l                                            |                                              | r                                            |                                              | j                                            |                                              |

x oznacza to samo, co polskie ch,
v oznacza to samo, co polskie w, choć prasłowiańskie v musiało być pierwotnie wargowe i zbliżone do angielskiego w,
ʒ (dz) oznacza spółgłoskę zwartoszczelinową zapisywaną w polskiej ortografii dwuznakiem dz,
ǯ (dž) oznacza spółgłoskę zwartoszczelinową zapisywaną w polskiej ortografii dwuznakiem dż,
spółgłoski c´, ʒ´ (dz´), č, ǯ (dž), š, ž były bardziej miękkie niż polskie c, dz, cz, dż, sz, ż.
Ponadto wszystkie spółgłoski twarde (w końcowej fazie istnienia prasłowiańskiego – z wyjątkiem s, z, k, g, x) miały warianty miękkie przed j.

### Intonacja
W języku prasłowiańskim istniała pierwotnie intonacja akutowa (wznosząca) i cyrkumfleksalna (opadająca). W wyniku przemian akcentowych związanych z redukcją praindoeuropejskich i, u krótkich do jerów pojawiła się intonacja nowoakutowa. Niekiedy mówi się też o intonacji nowocyrkumfleksalnej.

### Iloczas
i, ę, ě, a, ǫ (ą), y, u były długie. e, o były krótkie, ale w grupach typu TorT nieco dłuższe (stąd ich rozwój w grupy typu TraT w grupie południowej). Jery były półkrótkie (bardzo krótkie).
e, o, ь, ъ były w pewnym sensie krótkimi odpowiednikami odpowiednio ě, a, i, y.
- ě to w zasadzie e długie. Niekiedy mówi się o opozycji ě (jać czyli ē – e długie) – ĕ (e krótkie).
- o to prawdopodobnie było w rzeczywistości ă krótkie. (zobacz akanie)
- ь prawdopodobnie przynajmniej w okresie wczesnym wymawiano jak krótkie i.
- ъ prawdopodobnie przynajmniej w okresie wczesnym wymawiano jak krótkie u lub y [ɯ]. (zobacz delabializacja)

Ponadto te głoski wymieniały się np. przy zmianie akcentu:
zametą – zamětają ? > pol. zamiotę – zamiatam
vyrobją – vyrabjają > pol. wyrobię – wyrabiam
vytьną – vytinają > pol. wytnę – wycinam
nadъmą – nadymają > pol. nadmę – nadymam

### Różnice między dialektami
| Postać pierwotna                                                              | Grupa zachodnia | Grupa wschodnia | Grupa południowa |
| ----------------------------------------------------------------------------- | --- | --- | --- |
| TorT, TolT, TerT, TelT (Zobacz też przestawka) ps. korva, bolto, bergъ, melko | TroT, TloT, TreT, TleT (bez dialektów czeskich i słowackich) pol. krowa, błoto, brzeg/trzoda, mleko/plotka                                       | ToroT, ToloT, TereT, ToloT ros. корова (korowa), болото (bołoto), берег (bierieg), молоко (mołoko)                                               | TraT, TlaT, TrěT, TlěT (z dialektami czeskimi i słowackimi) scs. крава (krawa), блато (blato), брѣгъ (brěgъ), млѣко(mlěko); cz. kráva, bláto, břeh, mléko; schorw. krava, blato, br(ij)eg, ml(ij)eko |
| olT-, orT- ps. olkъtь, ordlo                                                  | loT-, roT- (pod intonacją cyrkumfleksalną) / laT-, raT- (pod intonacją akutową) pol. łokieć, radło; cz. loket; ros. локоть (łokot´), рало (rało) | loT-, roT- (pod intonacją cyrkumfleksalną) / laT-, raT- (pod intonacją akutową) pol. łokieć, radło; cz. loket; ros. локоть (łokot´), рало (rało) | laT-, raT- schorw. lakat, ralo |
|                                                                               | D. l.p., M. i B. l.m. dušě | D. l.p., M. i B. l.m. dušě | D. l.p., M. i B. l.m. dušę |
|                                                                               | reka ? | reka ? | reky ? (może odwrotnie) |
| kvě, kvi, gvě, gvi, xvě, xvi ps. květъ, gvězda                                | bez zmian pol. kwiat, gwiazda | c´vě, c´vi, z´vě, z´vi, s´vě, s´vi schorw. cvijet, zvijezda                                                                                      | c´vě, c´vi, z´vě, z´vi, s´vě, s´vi schorw. cvijet, zvijezda |
| tl, dl                                                                        | tl, dl | l, l | l, l |
| tj, dj ps. světja, medja                                                      | c´, ʒ´ (dz´) pol. świeca, miedza; cz. svíce, meze                                                                                                | č, ž ros. свеча (swiecza), межа (mieża) | rozmaite kontynuanty* |

* na przykład
słń. č, j: sveča, meja;
schorw. ć, dź: sveća, međa [medźa] (w innych dialektach także dj > j, dž, d´, ž; tj > č, t´ ? – wszystkie pięć wariantów rozwoju dj (i trzy rozwoju tj ?) pojawia się już w dialekcie kajkawskim);
bułg. št, žd: свеща (sweszta), межда (meżda);
scs. št, žd (również): svešta, mežda;
maced. k´, g´
Te zmiany dotyczą często późniejszego rozwoju, po rozpadzie wspólnoty prasłowiańskiej.

## Powstanie i rozwój
Język prasłowiański rozwinął się według niektórych szacunków na przełomie II i I tysiąclecia p.n.e. Większość badaczy jest zdania, że wyodrębnienie się języka prasłowiańskiego ze wspólnoty indoeuropejskiej poprzedził pewien okres wspólnego rozwoju z dialektami, z których uformowały się języki bałtyckie: litewski, łotewski, pruski. Z uwagi m.in. na różnice leksykalne między językami słowiańskimi a bałtyckimi niektórzy zaprzeczają jednak możliwości istnienia języka prabałtosłowiańskiego.
Przez długi czas swojego istnienia (prawdopodobnie około 2000 lat) język prasłowiański podlegał różnym zmianom. Na język prasłowiański wpływały języki ludów sąsiednich, zwłaszcza germańskie (gocki) i celtyckie, jak też irańskie (scytyjski), tureckie i ugrofińskie. Fakt ten, a także różne rozumienie procesów językowych przez różnych lingwistów, jest przyczyną istnienia różnych rekonstrukcji form prasłowiańskich. Niektórzy próbują wyróżniać kilka faz rozwojowych tego języka, najczęściej trzy, nie jest to jednak podejście powszechne.
Przed pierwszą palatalizacją system głosek języka prasłowiańskiego wyglądał najprawdopodobniej następująco: p, b, v (dwuwargowe lub u niesylabiczne), m, t, d, s, z, n, l, r, j, k, g, x (ch); i, ī, u, ū, e, ē, a, ā, ei, eu, ai, au, oraz najprawdopodobniej samogłoski nosowe ę i ą, szczególnie przed spółgłoskami szczelinowymi i na końcu wyrazu. Nie istniały wówczas sylabiczne r, l (w dialektach wschodniosłowiańskich najpewniej nigdy nie zaistniały), lecz grupy ir, ur, il, ul.

### Przemiany samogłosek przy powstaniu języka prasłowiańskiego
i1 < PIE *ī, *ei,
i2 < *ai zredukowane (*ăi lub *ui) < PIE *ai, *oi,
ь < *i < PIE *i, czasem także ze zredukowanego PIE *e,
e < PIE *e,
ę < PIE *en, *em,
ě1 < PIE ē,
ě2 < *ai < PIE *ai, *oi,
a < *ā < PIE *ā, *ō,
o < *a < PIE *a, *o, *ə (w sylabach wewnętrznych *ə zanikło bez śladu),
ǫ (ą) < *an, *am < PIE *an, *on, *am, *om,
ъ < *u < PIE *u, czasem także ze zredukowanego PIE *o
y < PIE *ū
u < *au < PIE *au, *ou (PIE *eu rozwinęło się prawdopodobnie w *jau, z czego prasłowiańskie ju)
Samogłoski i2, ě2 powstały później niż i1, ě1. W końcowej fazie istnienia języka prasłowiańskiego obie samogłoski par i1, i2 oraz ě1, ě2 wymawiane były już jednakowo, wcześniej jednak wywołały różne zmiany poprzedzających spółgłosek tylnojęzykowych, por. niżej.

### Przemiany spółgłosek przy powstaniu języka prasłowiańskiego
- p < PIE *p;
- b < PIE *b, *bh;
- t < PIE *t;
- d < PIE *d, *dh;
- k < PIE *k, *kw;
- g < PIE *g, *gh, *gw, *gwh;
- s < PIE *s, *k´;
- z < PIE *g´, *g´h (rzadko także z < PIE *s [z] przed spółgłoską dźwięczną);
- x < PIE *s po *r, *u, *k, *i, prawdopodobnie także po *l;
- m < PIE *m;
- n < PIE *n;
- l < PIE *l;
- r < PIE *r;
- v < PIE *w;
- j < PIE *j.

W niektórych wyrazach prasłowiańskie x rozwinęło się z innych dźwięków PIE, np. z grup *kH, *ks, *sk.
Na końcu wyrazu spółgłoski często zanikały (ewentualnie pojawiał się jer, jak w (j)azъ < *e:g^h), co dało początek zasadzie sylaby otwartej.
Ponadto:
- c´ < k (II palatalizacja);
- ʒ´ (dz´) < g (II palatalizacja);
- s´ < x (II palatalizacja);
- č < kj, k (I palatalizacja);
- šč < stj, skj, sk (I palatalizacja);
- žǯ (ždž) < zdj, zgj, zg (I palatalizacja);
- š < sj, xj, x (I palatalizacja);
- ž < zj, gj, g (I palatalizacja).

### Procesy fonetycznew okresie prasłowiańskim

#### Palatalizacje
- pierwsza palatalizacja

k, g, x > č, ǯ (dž), š przed i1, ě1, e, ę, ь, j i sonantami l´, r´(ǯ uprościło się potem do ž wszędzie, w niektórych językach z wyjątkiem pozycji po z); zachodziła w III – VI w.n.e.;
- druga palatalizacja

k, g, x > c´, ʒ´ (dz´), s´ przed i2, ě2 (s´ zmieszało się potem z s lub š w poszczególnych dialektach słowiańskich, ʒ´ (dz´) uprościło się do z, z wyjątkiem m.in. polskiego); zachodziła ok. VI-VII w.n.e.;
- trzecia palatalizacja

k, g, x > c´, ʒ´ (dz´), s´ po samogłoskach przednich (i, ь, ě, e, ę) i sonantach l´, r´ ? – w przeciwieństwie do dwóch poprzednich miała charakter postępowy i zachodziła niekonsekwentnie, tylko w niektórych wyrazach; zachodziła ok. VIII w. n.e.
- jotacyzacja

sj, zj > š, ž;
tj, dj przetrwały i rozwijały się rozmaicie w poszczególnych dialektach (w grupie zachodniosłowiańskiej w c´, ʒ´ (dz´));
stj, zdj > šč, žǯ (ždž);
kj, gj, xj > č, ǯ (dž), š (następnie ǯ (dž) > ž);
skj, zgj > šč, žǯ (ždž);
rj, lj, nj przetrwały do końca epoki prasłowiańskiej, następnie rozwinęły się w r´, l´, n´;
pj, bj, vj, mj przetrwały do końca epoki prasłowiańskiej, następnie rozwinęły się w pl´, bl´, vl´, ml´ w większości dialektów (zasięg tej zmiany jest przedmiotem dyskusji)
(Analogicznie np. w języku litewskim t, d przed i niezgłoskotwórczym jest zastępowane przez č, dž.)
- czwarta palatalizacja (polska)

ky, gy > k'i, g'i
ke, ge > k'e, g'e
zachodziła ok. XV w.

#### Uproszczenie grup spółgłoskowych
-gti, -kti > -c´i (w grupie zachodniej, ogólnie kt (również < gt) w pozycji pierwszej palatalizacji rozwijało się jak tj)
ps. mogti > moc´i ? > pol. móc, ale ps. moglъ > pol. mógł
ps. pekti > pec´i ? > pol. piec, ale ps. peklъ > pol. piekł
-dti, -tti > -sti
ps. jědti > jěsti > pol. jeść, ale ps. jědlъ > pol. jadł
ps. pletti > plesti > pol. pleść, ale ps. pletlъ > pol. plótł
pn, bn > n, stn > sn, bv > b
ps. sъpnъ (sъpati (>pol. spać) + -nъ) > sъnъ > pol. sen (ale ps. sedmь > pol. siedem)

#### Przemiany samogłosek
Po spółgłoskach miękkich (j, č, ž, š) o, y, ъ > e, i, ь. Natomiast ě > a (časъ < čěsъ). Stąd pochodzi różnica między odmianą w tematach na -o-, -a- a -jo-, -ja-.
W późniejszym okresie kъnęgъ > kъnędzь (ksiądz)

#### Prejotacjaiprelabializacja
W nagłosie (na początku wyrazów) przed i, ь, ě, e, ę, pojawiło się j. Analogicznie przed y, ъ pojawiło się w > v, co świadczy o tym, że y wówczas jeszcze brzmiało jak ū, a ъ jak u krótkie.

### Leksyka wspólna z innymi językami

#### z językami wczesnogermańskimi
xlěbъ (por. ang. loaf), xlěvъ, měčь, stьklo, šelmъ (por. ang. helmet), plugъ (por. ang. plough), lěkъ (por. ang. leech)

#### z późniejszymi językami germańskimi
pěnędzь (por. ang penny, swn. pening), kъnędzь (por. ang. king, swn. kuning), istъba (por. swn. stuba) tjudjь (por. goc. þiuda)

#### zapożyczenia z greki i łaciny
kupiti (goc. kaupōn, łac. caupō [właściwie z etruskiego]), dъska (swn. tisk), čeršn'a (ang. cherry, łac. ceresia), osьlъ (łac. asinus, goc. asilus), velьbǫdъ (gr. elephas, goc. ulbandus)

#### bezpośrednie zapożyczenia z greki i łaciny
konopja (łac. canapis), poganъ (łac. paganus), kоlęda (łac. calendae), korabjь (biz. karábion), polata (biz. palátion)

#### z językami tureckimi
xomǫto, kъnęga/kъniga, kolpakъ/klobukъ

#### z językami dackimi i północnotrackimi
mogyla, kurhan (dac. kurgan)

## Fleksja
Obok liczby pojedynczej i mnogiej istniała liczba podwójna.

### Deklinacja

#### Rzeczowniki
Deklinacja zależała raczej od tematu, a nie od rodzaju.
| rodzaj        | męski           | męski             | męski   | męski    | męski      | nijaki  | nijaki   | nijaki    | nijaki     | nijaki      | żeński  | żeński                     | żeński   | żeński      | żeński     |
| Deklinacja    | I1              | I2                | II      | IV1      | V2         | I1      | I2       | V2        | V4         | V5          | III1    | III2,3                     | IV2      | V1          | V3         |
| temat         | -o-             | -jo-              | -u-     | -i-      | -en-       | -o-     | -jo-     | -en-      | -ent-      | -es-        | -a-     | -ja-                       | -i-      | -u:-        | -er-       |
| ------------- | --------------- | ----------------- | ------- | -------- | ---------- | ------- | -------- | --------- | ---------- | ----------- | ------- | -------------------------- | -------- | ----------- | ---------- |
| M. l.p.       | vl´k-ъ          | konj-ь (cěsarj-ь) | syn-ъ   | gost-ь   | kam-y      | lět-o   | polj-e   | im-ę      | tel-ę      | slov-o      | žen-a   | duš-a (bogynj-i, zemj-a ?) | kost-ь   | kr-y        | mat-i      |
| D. l.p.       | vl´k-a          | konj-a            | syn-u   | gost-i   | kam-en-e   | lět-a   | polj-a   | im-en-e   | tel-ęt-e   | slov-es-e   | žen-y   | duš-ě (bogynj-ě, zemj-i ?) | kost-i   | kr-ъv-e     | mat-er-e   |
| C. l.p.       | vl´k-u          | konj-u            | syn-ovi | gost-i   | kam-en-i   | lět-u   | polj-u   | im-en-i   | tel-ęt-i   | slov-es-i   | žen-ě   | duš-i                      | kost-i   | kr-ъv-i     | mat-er-i   |
| B. l.p.       | vl´k-ъ          | konj-ь            | syn-ъ   | gost-ь   | kam-en-ь   | lět-o   | polj-e   | im-ę      | tel-ę      | slov-o      | žen-ą   | duš-ą                      | kost-ь   | kr-ъv-ь     | mat-er-ь   |
| N. l.p.       | vl´k-omъ ? -omь | konj-emъ ? -emь   | syn-ъmь | gost-ьmь | kam-en-ьmь | lět-omь | polj-emь | im-en-ьmь | tel-ęt-ьmь | slov-es-ьmь | žen-oją | duš-eją (bogynj-ьją ?)     | kost-ьją | kr-ъv-ьją   | mat-er-ьją |
| Msc. l.p.     | vl´c-ě          | konj-i            | syn-u   | gost-i   | kam-en-e   | lět-ě   | polj-i   | im-en-e   | tel-ęt-e   | slov-es-e   | žen-ě   | duš-i                      | kost-i   | kr-ъv-e     | mat-er-e   |
| W. l.p.       | vl´č-e          | konj-u            | syn-u   | gost-i   | kam-en-i   | lět-o   | polj-e   | im-ę      | tel-ę      | slov-o      | žen-o   | duš-e                      | kost-i   | kr-ъv-i     | mat-i      |
| MBW. l.podw.  | vl´k-a          | konj-a            | syn-y   | gost-i   | kam-en-i   | lět-ě   | polj-i   | im-en-ě   | tel-ęt-ě   | slov-es-ě   | žen-ě   | duš-i                      | kost-i   | (kr-ъv-i)   | mat-er-i   |
| DMsc. l.podw. | vl´k-u          | konj-u            | syn-ovu | gost-ьju | kam-en-u   | lět-u   | polj-u   | im-en-u   | tel-ęt-u   | slov-es-u   | žen-u   | duš-u                      | kost-ьju | (kr-ъv-u)   | mat-er-u   |
| CN. l.podw.   | vl´k-oma        | konj-ema          | syn-ъma | gost-ьma | kam-en-ьma | lět-oma | polj-ema | im-en-ьma | tel-ęt-ьma | slov-es-ьma | žen-ama | duš-ama                    | kost-ьma | (kr-ъv-ьma) | mat-er-ьma |
| MW. l.m.      | vl´c-i          | konj-i (cěsarj-e) | syn-ove | gost-ьje | kam-en-e   | lět-a   | polj-a   | im-en-a   | tel-ęt-a   | slov-es-a   | žen-y   | duš-ě                      | kost-i   | kr-ъv-i     | mat-er-i   |
| D. l.m.       | vl´k-ъ          | konj-ь            | syn-ovъ | gost-ьjь | kam-en-ъ   | lět-ъ   | polj-ь   | im-en-ь   | tel-ęt-ъ   | slov-es-ъ   | žen-ъ   | duš-ь                      | kost-ьjь | kr-ъv-ь     | mat-er-ь   |
| C. l.m.       | vl´k-omъ        | konj-emъ          | syn-ъmъ | gost-ьmъ | kam-en-ьmъ | lět-omъ | polj-emъ | im-en-ьmъ | tel-ęt-ьmъ | slov-es-ьmъ | žen-amъ | duš-amъ                    | kost-ьmъ | kr-ъv-amъ   | mat-er-ьmъ |
| B. l.m.       | vl´k-y          | konj-ě            | syn-y   | gost-i   | kam-en-e   | lět-a   | polj-a   | im-en-a   | tel-ęt-a   | slov-es-a   | žen-y   | duš-ě                      | kost-i   | kr-ъv-i     | mat-er-i   |
| N. l.m.       | vl´k-y          | konj-i            | syn-ъmi | gost-ьmi | kam-en-ьmi | lět-y   | polj-i   | im-en-y   | tel-ęt-y   | slov-es-y   | žen-ami | duš-ami                    | kost-ьmi | kr-ъv-ami   | mat-er-ьmi |
| Msc. l.m.     | vl´c-ěxъ        | konj-ixъ          | syn-ъxъ | gost-ьxъ | kam-en-ьxъ | lět-ěxъ | polj-ixъ | im-en-ьxъ | tel-ęt-ьxъ | slov-es-ьxъ | žen-axъ | duš-axъ                    | kost-ьxъ | kr-ъv-axъ   | mat-er-ьxъ |

Niekiedy tematy na -ja- typu bogynji (deklinacja III3) nazywa się tematami na -i-, a tematy na -en-, -er-, -ent-, -es- – odpowiednio tematami na -n-, -r-, -t-, -s-.
Deklinacja V (tematy na -u:- i spółgłoskowe) powstała w wyniku ciekawych procesów:
*u: (w mianowniku, przed *s) > ps. y
*u: (w przypadkach zależnych, przed samogłoską) > *uw > ps. ъv
*en (w mianowniku, na końcu wyrazu) > ps. ę
*en (w przypadkach zależnych, przed samogłoską) > ps. en
*er (w mianowniku, na końcu wyrazu) > *e (pod intonacją cyrkumfleksalną) > ps. i
*er (w przypadkach zależnych, przed samogłoską) > ps. er
*ent (w mianowniku, na końcu wyrazu) > ps. ę
*ent (w przypadkach zależnych, przed samogłoską) > ps. ęt
*os (w mianowniku, postać oboczna na końcu wyrazu) > ps. o
*es (w przypadkach zależnych, przed samogłoską) > ps. es

#### Przymiotniki
podana odmiana rzeczownikowa, zasadniczo według wzoru tematów na -o- i -a- lub -jo- i -ja-; odmiana przymiotnikowa z zaimkiem jь
| typ       | twardotematowe | twardotematowe | twardotematowe | miękkotematowe | miękkotematowe | miękkotematowe |
| rodzaj    | męski          | nijaki         | żeński         | męski          | nijaki         | żeński         |
| --------- | -------------- | -------------- | -------------- | -------------- | -------------- | -------------- |
| M. l.p.   | star-ъ         | star-o         | star-a         | pěš-ь          | pěš-e          | pěš-a          |
| D. l.p.   | star-a         | star-a         | star-y         | pěš-a          | pěš-a          | pěš-ě          |
| C. l.p.   | star-u         | star-u         | star-ě         | pěš-u          | pěš-u          | pěš-i          |
| B. l.p.   | star-ъ         | star-o         | star-ą         | pěš-ь          | pěš-e          | pěš-ą          |
| N. l.p.   | star-omь       | star-omь       | star-ą ? -oją  | pěš-emь        | pěš-emь        | pěš-ą ? -eją   |
| Msc. l.p. | star-ě         | star-ě         | star-ě         | pěš-i          | pěš-i          | pěš-i          |
| M. l.m.   | star-i         | star-a         | star-y         | pěš-i          | pěš-a          | pěš-ě          |
| D. l.m.   | star-ъ         | star-ъ         | star-ъ         | pěš-ь          | pěš-ь          | pěš-ь          |
| C. l.m.   | star-omъ       | star-omъ       | star-amъ       | pěš-emъ        | pěš-emъ        | pěš-amъ        |
| B. l.m.   | star-y         | star-a         | star-y         | pěš-ě          | pěš-a          | pěš-ě          |
| N. l.m.   | star-y         | star-y         | star-ami       | pěš-i          | pěš-i          | pěš-ami        |
| Msc. l.m. | star-ěxъ       | star-ěxъ       | star-axъ       | pěš-ixъ        | pěš-ixъ        | pěš-axъ        |

#### Zaimki rodzajowe
| typ       | twardotematowe | twardotematowe | twardotematowe | miękkotematowe | miękkotematowe | miękkotematowe |
| rodzaj    | męski          | nijaki         | żeński         | męski          | nijaki         | żeński         |
| --------- | -------------- | -------------- | -------------- | -------------- | -------------- | -------------- |
| M. l.p.   | on-ъ           | on-o           | on-a           | moj-ь          | moj-e          | moj-a          |
| D. l.p.   | on-ogo         | on-ogo         | on-ojě         | moj-ego        | moj-ego        | moj-ejě        |
| C. l.p.   | on-omu         | on-omu         | on-oji         | moj-emu        | moj-emu        | moj-eji        |
| B. l.p.   | on-ъ           | on-o           | on-ą           | moj-ь          | moj-e          | moj-ą          |
| N. l.p.   | on-ěmь         | on-ěmь         | on-oją         | moj-imь        | moj-imь        | moj-eją        |
| Msc. l.p. | on-omь         | on-omь         | on-oji         | moj-emь        | moj-emь        | moj-eji        |
| M. l.m.   | on-i           | on-a           | on-y           | moj-i          | moj-a          | moj-ě          |
| D. l.m.   | on-ěxъ         | on-ěxъ         | on-ěxъ         | moj-ixъ        | moj-ixъ        | moj-ixъ        |
| C. l.m.   | on-ěmъ         | on-ěmъ         | on-ěmъ         | moj-imъ        | moj-imъ        | moj-imъ        |
| B. l.m.   | on-y           | on-a           | on-y           | moj-ě          | moj-a          | moj-ě          |
| N. l.m.   | on-ěmi         | on-ěmi         | on-ěmi         | moj-imi        | moj-imi        | moj-imi        |
| Msc. l.m. | on-ěxъ         | on-ěxъ         | on-ěxъ         | moj-ixъ        | moj-ixъ        | moj-ixъ        |

#### Zaimki bezrodzajowe
| M.   | azъ           | t-y           |               | m-y       | v-y       | k-ъto | č-ьto             |
| D.   | men-e         | teb-e         | seb-e         | n-asъ     | v-asъ     | k-ogo | č-ьso č-eso č-ego |
| C.   | mьn-ě m-i     | tob-ě t-i     | sob-ě s-i     | n-amъ     | v-amъ     | k-omu | č-emu             |
| B.   | men-e m-ę m-e | teb-e t-ę t-e | seb-e s-ę s-e | n-y n-asъ | v-y v-asъ | k-ogo | č-ьto č-ьso       |
| N.   | mъn-oją       | tob-oją       | sob-oją       | n-ami     | v-ami     | c-ěmь | č-imь             |
| Msc. | mьn-ě         | tob-ě         | sob-ě         | n-asъ     | v-asъ     | k-omь | č-emь             |

Zaimki kto, co pierwotnie miały mianownik według wzoru zaimków rodzajowych: kъ, čь (čь to również pierwotna forma biernika zaimka co). Później dodana została partykuła wzmacniająca -to. Natomiast pierwotny dopełniacz zaimka co: čьso, česo jako nietypowy został wyparty do biernika.

#### Liczebniki
Liczebniki porządkowe, mnożne i wielorakie odmieniały się jak przymiotniki.

##### Jeden
Liczebnik jedinъ odmieniał się jak zaimek, ponieważ był pierwotnie zaimkiem o znaczeniu 'jakiś, pewien'.

##### Dwa – cztery
| M.   | r.m.      | dъv-a   | tr-ьje | četyr-e   |
| M.   | r.ż. i n. | dъv-ě   | tr-i   | četyr-i   |
| D.   | D.        | dъv-oju | tr-ьjь | četyr-ъ   |
| C.   | C.        | dъv-ěma | tr-ьmъ | četyr-ьmъ |
| B.   | r.m.      | dъv-a   | tr-i   | četyr-i   |
| B.   | r.ż. i n. | dъv-ě   | tr-i   | četyr-i   |
| N.   | N.        | dъv-ěma | tr-ьmi | četyr-ьmi |
| Msc. | Msc.      | dъv-oju | tr-ьxъ | četyr-ьxъ |

##### Pięć – dziesięć
Te liczebniki odmieniały się zasadniczo jak rzeczowniki o tematach na -i- typu kostь.

##### Sto
Liczebnik sъto odmieniał się jak rzeczownik o temacie na -o-.

##### Jedenaście – dziewiętnaście
Rolę tych liczebników odgrywały zestawienia typu dъva na desęte, tri na desęte.

##### Dwadzieścia – dziewięćdziesiąt, dwieście – dziewięćset
Rolę tych liczebników odgrywały zestawienia typu dъva desęti, tri desęti ?, pętь desętъ, dъvě sъtě, tri sъta, czyli o naturze podobnej jak polskie dwa tysiące.

##### Liczebniki zbiorowe
Liczebniki zbiorowe odmieniały się według deklinacji rzeczownikowej (dъvoj-ь, troj-ь) lub zaimkowej (četver-ъ, pętor-ъ...).
M. dъvoj-ь, dъvoj-a, dъvoj-e

D. r.m. dъvoj-ego ale četver-a
W staropolskim zachowało się pierwotne użycie: na dwoich stajach, z pieciora chleba.

### Koniugacja
Formy tworzono od tematu czasu przeszłego:
- bezokolicznik
- imiesłowy czasu przeszłego
- imperfekt
- aoryst sygmatyczne (I i II) – z głoską s

lub teraźniejszego:
- czas teraźniejszy (przyszły czasowników dokonanych)
- imiesłowy czasu teraźniejszego
- aoryst asygmatyczny – bez głoski s

#### Bezokolicznik
Bezokolicznik miał końcówkę -ti:
by-ti, nes-ti, dvigną-ti, pisa-ti, xvali-ti, mog-ti > motji (sch. moći), močti (ros. мочь), mocti (cz. moct, pl. móc), plet-ti > ples-ti

#### Czas teraźniejszy
Czas teraźniejszy i tryb rozkazujący:
| koniugacja                         | I -o-\|\|-e-                  | II -no-\|\|-ne- | III -jo-\|\|-je- | IV -i-    | V atematyczne (wszystkie ?) | V atematyczne (wszystkie ?) | V atematyczne (wszystkie ?) | V atematyczne (wszystkie ?) |
| ---------------------------------- | ----------------------------- | --------------- | ---------------- | --------- | --------------------------- | --------------------------- | --------------------------- | --------------------------- |
| 1. os. l.p.                        | nes-ą (rek-ą ?)               | dvig-n-ą        | my-j-ą           | xval-j-ą  | da-mь                       | vě-mь                       | jě-mь                       | jes-mь                      |
| 2. os.                             | nes-e-šь (reč-e-šь ?)         | dvig-ne-šь      | my-je-šь         | xval-i-šь | da-si                       | vě-si                       | jě-si                       | je-si                       |
| 3. os.                             | nes-e-tъ                      | dvig-ne-tъ      | my-je-tъ         | xval-i-tъ | das-tъ                      | věs-tъ                      | jěs-tъ                      | jes-tь jes-tъ               |
| 1. os. l.podw.                     | nes-e-vě                      | dvig-ne-vě      | my-je-vě         | xval-i-vě | da-vě ?                     | vě-vě ?                     | jě-vě ?                     | jes-vě                      |
| 2. os.                             | nes-e-ta                      | dvig-ne-ta      | my-je-ta         | xval-i-ta | das-ta                      | věs-ta                      | jěs-ta                      | jes-ta                      |
| 3. os.                             | nes-e-te                      | dvig-ne-te      | my-je-te         | xval-i-te | das-te                      | věs-te                      | jěs-te                      | jes-te                      |
| 1. os. l.m.                        | nes-e-mъ                      | dvig-ne-mъ      | my-je-mъ         | xval-i-mъ | da-mъ                       | vě-mъ                       | jě-mъ                       | jes-mъ                      |
| 2. os.                             | nes-e-te                      | dvig-ne-te      | my-je-te         | xval-i-te | das-te                      | věs-te                      | jěs-te                      | jes-te                      |
| 3. os.                             | nes-ątъ                       | dvig-n-ątъ      | my-j-ątъ         | xval-ętъ  | dad-ętъ                     | věd-ętъ                     | jěd-ętъ                     | s-ątъ                       |
| 2. i 3. os. l.p. tr. rozkazującego | nes-i (rec-i ?)               | dvig-n-i        | my-j-i           | xval-i    | dad-jь                      | věd-jь                      | jěd-jь                      | bąd-ь ?                     |
| 1. os. l.podw.                     | nes-ě-vě (rec-ě-vě ?)         | dvig-ně-vě      | my-j-i-vě        | xval-i-vě | dad-i-vě                    | věd-i-vě                    | jěd-i-vě                    | bąd-i-vě ?                  |
| 2. i 3. os. l.podw.                | nes-ě-ta (rec-ě-ta ?)         | dvig-ně-ta      | my-j-i-ta        | xval-i-ta | dad-i-ta                    | věd-i-ta                    | jěd-i-ta                    | bąd-i-ta ?                  |
| 1. os. l.m.                        | nes-ě-mъ (rec-ě-mъ ?)         | dvig-ně-mъ      | my-j-i-mъ        | xval-i-mъ | dad-i-mъ                    | věd-i-mъ                    | jěd-i-mъ                    | bąd-i-mъ ?                  |
| 2. i 3. os. l.m.                   | nes-e-te ? -ě-te (rec-ě-te ?) | dvig-ně-te      | my-j-i-te        | xval-i-te | dad-i-te                    | věd-i-te                    | jěd-i-te                    | bąd-i-te ?                  |

Końcówki -ą, -ątъ pochodzą od -o-mь, -o-ntъ.

#### Czasy przeszłe
| czas        | aoryst  | aoryst             | imperfekt             |
| ----------- | ------- | ------------------ | --------------------- |
| 1. os. l.p. | by-xъ   | xvali-xъ (vidě-xъ) | xvalja-axъ (vidě-axъ) |
| 2. os.      | by      | xvali              | xvalja-aše            |
| 3. os.      | by      | xvali              | xvalja-aše            |
| 1. os. l.m. | by-xomъ | xvali-xomъ         | xvalja-axomъ          |
| 2. os.      | by-ste  | xvali-ste          | xvalja-ašete          |
| 3. os.      | by-šę   | xvali-šę           | xvalja-axą            |

Prócz tego istniał czas przeszły złożony typu bylъ jes-mь (perfekt) i czas zaprzeszły.

#### Czas przyszły
Formy formalnie teraźniejsze czasowników dokonanych miały znaczenie przyszłe.
Czas przyszły od czasowników niedokonanych tworzono przez łączenie form typy bądą i bezokolicznika lub imiesłowu przeszłego: bądą xvaliti lub bądą xvalilъ.

#### Tryb warunkowy
Tryb warunkowy tworzono przy pomocy form typu bimь xvalilъ.
| 1. os. l.p. | bi-mь  |
| 2. os.      | bi     |
| 3. os.      | bi     |
| 1. os. l.m. | bi-mъ  |
| 2. os.      | bi-ste |
| 3. os.      | b-ą    |

#### Imiesłowy
- imiesłów czasu teraźniejszego czynny, np.

| deklinacja   | I -o-\|-e-  | II -no-\|-ne-     | III -jo-\|-je- | IV -i-    |
| ------------ | ----------- | ----------------- | -------------- | --------- |
| M. l.p. r.m. | nes-y nes-ę | dvig-n-y dvig-n-ę | vęž-ę          | svět-ę    |
| M. l.p. r.ż. | nes-ątji    | dvig-n-ątji       | vęž-ątji       | svět-ętji |
| B. l.p. r.m. | nes-ątji    | dvig-n-ątjь       | vęž-ątjь       | svět-ętjь |

- imiesłów czasu teraźniejszego bierny

przyrostek -m-, odmiana jak przymiotnik, np.
svědo-m-ъ, reko-m-a, reko-m-o
- imiesłów czasu przeszłego czynny I

przyrostki -ъš- po spółgłoskach, -vъš- po samogłoskach, np.
końcówka -ъ, -vъ w M. l.p. r.m., -ъši, -vъši w M. l.p. r.ż.:
nes-ъ, světi-vъ, rěk-ъ, nes-ъši, světi-vъši, rěk-ъši
- imiesłów czasu przeszłego czynny II

przyrostek -l-, odmiana jak przymiotnik, np.
by-l-ъ, nes-l-o, dvigną-l-a, pisa-l-ъ, xvali-l-o, mog-l-a, plet-l-ъ
- imiesłów czasu przeszłego bierny

przyrostki -t-, -n-, -en-, odmiana jak przymiotnik, np.
bi-t-ъ, klę-t-o, vi-t-a, pozna-n-ъ, vid-en-o, ved-en-a, plet-en-ъ